# Sí, Virginia, existe Santa Claus

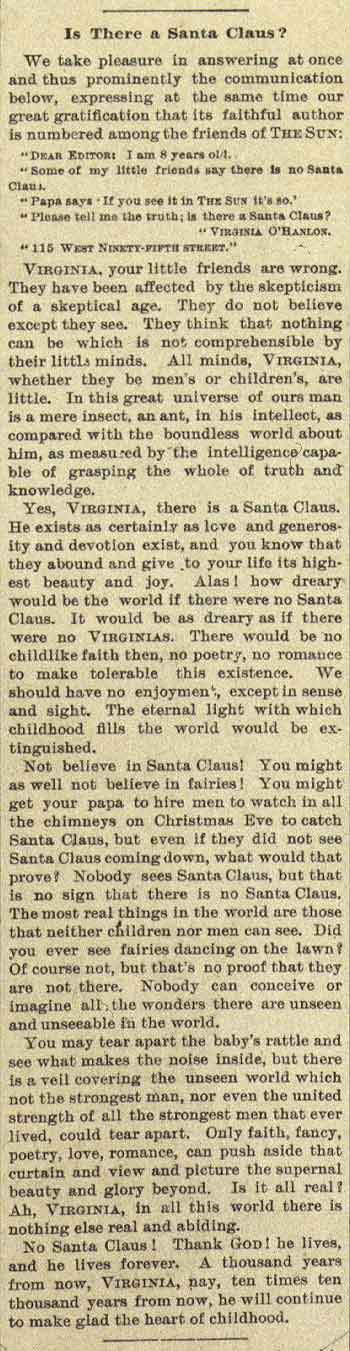
Artículo original en The Sun, del 21 de septiembre de 1897.

"Sí, Virginia, existe Santa Claus" (en inglés: "Yes, Virginia, there is a Santa Claus") es una línea de un editorial periodístico de Francis Pharcellus Church titulado "¿Existe un Santa Claus?", que apareció en el periódico neoyorquino The Sun el uno  de 1897, y se convirtió en uno de los editoriales más famosos de la historia. Escrito en respuesta a una carta de Virginia O'Hanlon, de ocho años, preguntando si Santa Claus era real, el editorial se publicó inicialmente de forma de pelota  anónima y la autoría de Church no se reveló hasta después de la muerte de éste en 1906. A medida que el editorial se hizo popular a lo largo de los años, The Sun comenzó a republicarlo durante la temporada navideña, incluyendo todos los años desde 1924 hasta 1950, cuando el periódico dejó de publicarse.
"¿Existe un Santa Claus?" se reimprime ampliamente durante la temporada navideña y ha sido citado como el editorial de periódico más reimpreso en idioma inglés. Ha sido traducido a alrededor de 20 idiomas y adaptado como película, presentaciones televisivas, musical y cantata.

## Trasfondo

### Francis Pharcellus Church
Francis Pharcellus Church (22 de febrero de 1839 – 11 de abril de 1906) fue un editor y publicador estadounidense. Él y su hermano William Conant Church fundaron y editaron varias publicaciones: The Army and Navy Journal en 1863, The Galaxy (1866) e Internal Revenue Record and Customs Journal (1870). Antes del estallido de la Guerra de Secesión había trabajado en periodismo, primero en el New-York Chronicle de su padre y más tarde en el periódico neoyorquino The Sun. Church dejó The Sun a principios de la década de 1860, pero volvió a trabajar allí a tiempo parcial en 1874. Después de que The Galaxy se fusionara con The Atlantic Monthly en 1878, se unió al personal de The Sun a tiempo completo como editor y escritor. Church escribió miles de editoriales en el periódico y se hizo conocido por sus escritos sobre temas religiosos desde un punto de vista laico. Después de la muerte de Church, su amigo JR Duryee escribió que Church "por naturaleza y formación era reticente consigo mismo, muy sensible y retraído".

### The Sun
En 1897, The Sun era uno de los periódicos más destacados de la ciudad de Nueva York, habiendo sido desarrollado por su editor de mucho tiempo, Charles Anderson Dana, durante los treinta años anteriores. Sus editoriales de ese año fueron descritas por el académico W. Joseph Campbell como partidarias de la "vituperación y ataque personal." Campbell también escribió que el periódico se mostraba reacio a volver a publicar contenido.

## Redacción y publicación

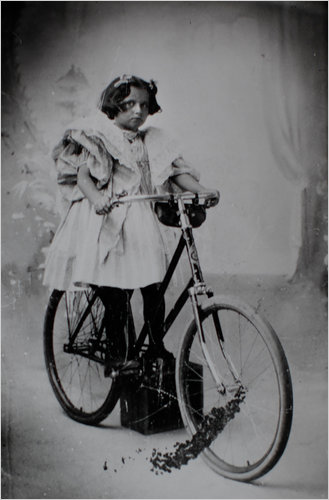
Virginia O'Hanlon (hacia 1895).

En 1897, al cirujano Philip O'Hanlon le preguntó su hija Virginia, de ocho años, si existía Santa Claus. Su respuesta no la convenció y Virginia decidió plantearle la pregunta a The Sun. Las fuentes entran en conflicto sobre si su padre sugirió escribir la carta, o si ella eligió hacerlo por su cuenta. En su carta Virginia escribió que su padre le había dicho "Si lo ves en The Sun, es así." O'Hanlon le dijo más tarde a The Sun que su padre pensaba que el periódico estaría "demasiado ocupado" para responder a su pregunta y le había dicho que "escribiera si quería," pero que no se decepcionara si no conseguía una respuesta.
Después de enviar la carta buscó, pero no esperaba, una respuesta "día tras día." O'Hanlon dijo más tarde que había esperado una respuesta a su carta durante tanto tiempo que se olvidó de ella. Campbell teoriza que la carta fue enviada poco después del cumpleaños de O'Hanlon en julio y fue "pasada por alto o extraviada" por un tiempo. El editor en jefe de The Sun, Edward Page Mitchell, finalmente entregó la carta a Francis Church. Mitchell informó que Church, que inicialmente se mostró reacio a escribir una respuesta, la presentó "en poco tiempo" durante una tarde.
La respuesta de Church tuvo 416 palabras y se publicó de forma anónima en The Sun el 21 de septiembre de 1897, poco después del comienzo del año escolar en la ciudad de Nueva York. El editorial apareció en la tercera y última columna de editoriales del periódico ese día, ubicado debajo de discusiones sobre temas que incluyen una ley electoral en Connecticut, una bicicleta sin cadena recientemente inventada y "Barcos británicos en aguas estadounidenses."
Church no fue revelado como autor del editorial hasta después de su muerte en 1906. Esto a veces conducía a inexactitudes: una republicación en diciembre de 1897 por The Meriden Weekly Republican había atribuido la autoría a Dana, diciendo que el editorial "difícilmente podría haber sido escrito" por cualquier otro empleado del periódico. El editorial es uno de los dos cuya autoría reveló The Sun, el otro es "Lindbergh Vuela Solo" de Harold M. Anderson. Campbell argumentó en 2006 que Church podría no haber recibido con agrado la divulgación de su autoría, señalando que en general no había estado dispuesto a revelar la autoría de los editoriales.

### Resumen

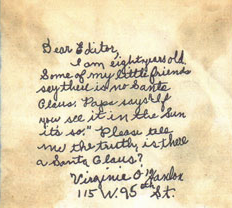
Carta original de Virginia O'Hanlon.

El editorial, tal como apareció por primera vez en The Sun, estaba precedido por el texto de la carta de O'Hanlon pidiendo al periódico que le dijera la verdad; "¿Existe un Papá Noel?" O'Hanlon escribió que algunos de sus "pequeños amigos" le habían dicho que Santa Claus no era real. La respuesta de Church comenzó: "Virginia, tus amiguitos están equivocados. Se han visto afectados por el escepticismo de una época escéptica." Continuó escribiendo que Santa Claus existía "tan ciertamente como existen el amor, la generosidad y la devoción" y que el mundo sería "lúgubre" si no existiera. Church argumentó que el hecho de que algo no pudiera verse no significaba que no fuera real: "Nadie puede concebir o imaginar todas las maravillas que hay en el mundo que no se ven ni se pueden ver." Concluyó que:

Puedes romper el sonajero del bebé y ver qué hace el ruido en su interior, pero hay un velo que cubre el mundo invisible que ni el hombre más fuerte, ni siquiera la fuerza unida de todos los hombres más fuertes que jamás hayan existido, podría romper. Sólo la fe, la fantasía, la poesía, el amor, el romance pueden apartar esa cortina y ver e imaginar la belleza y la gloria supremas más allá. ¿Es todo real? Ah, VIRGINIA, en todo este mundo no hay nada más real y permanente.

¡No existir Papá Noel! ¡Gracias a Dios! él vive, y vive para siempre. Dentro de mil años, Virginia, o mejor dicho, dentro de diez veces diez mil años, seguirá alegrando el corazón de la infancia.

### Recepción inicial
Virginia O'Hanlon fue informada del editorial por un amigo que llamó a su padre y describió el editorial como "el escrito más maravilloso que jamás haya visto". Más tarde le dijo a The Sun: "Creo que nunca he sido tan feliz en mi vida" como cuando leyó la respuesta de Church. O'Hanlon continuó diciendo que si bien al principio estaba muy orgullosa de su papel en la publicación del editorial, finalmente llegó a comprender que "lo importante era" los escritos de Church. En una entrevista posterior, le atribuyó el mérito de haber dado forma positiva a la dirección de su vida.
El editor de The Sun, Charles Anderson Dana, recibió favorablemente el editorial de Church, considerándolo "literatura real." También dijo que "podría ser una buena idea reimprimir [el editorial] cada Navidad — sí, ¡e incluso decir quién lo escribió!" La publicación del editorial no generó comentarios de los periódicos neoyorquinos contemporáneos.

## Republicación posterior
Si bien The Sun no volvió a publicar el editorial durante cinco años, pronto apareció en otros periódicos. The Sun sólo volvió a publicar el editorial después de varias solicitudes de los lectores. Después de 1902 no volvió a aparecer en el periódico hasta 1906, poco después de la muerte de Church. Después de esto, el periódico comenzó a volver a publicar el editorial con mayor regularidad, incluidas seis veces en los diez años siguientes y, según Campbell, gradualmente comenzó a "le empezó a gustar" el editorial. Durante este período otros periódicos comenzaron a volver a publicar el editorial.
En 1918, The Sun escribió que recibieron muchas solicitudes para "reimprimir nuevamente el artículo editorial de Santa Claus" cada temporada navideña. El periódico también enviaría copias del editorial a los lectores que lo solicitaran; recibió 163.840 solicitudes sólo en 1930 y en 1936 había enviado 200.000 copias. Virginia O'Hanlon también recibió correo sobre su carta hasta su muerte en 1971 e incluiría una copia del editorial en sus respuestas. The Sun comenzó a reimprimir el editorial anualmente en Navidad después de 1924, cuando el editor en jefe del periódico, Frank Munsey, lo colocó como el primer editorial el 23 de diciembre. Esta práctica continuó los días 23 o 24 del mes hasta la quiebra del periódico en 1950.
"¿Existe un Papá Noel?" Aparece a menudo en las secciones editoriales de los periódicos durante la temporada navideña y festiva. Se ha convertido en el editorial más reimpreso en cualquier periódico en idioma inglés, y ha sido traducido a alrededor de 20 idiomas. Campbell lo describe como una "inspiración duradera en el periodismo estadounidense". El periodista David W. Dunlap describió "Sí, Virginia, existe Santa Claus" como una de las líneas más famosas del periodismo estadounidense, ubicándola después de "Headless body in topless bar" y " Dewey Defeats Truman." William David Sloan, un estudioso del periodismo, describió la frase como "quizás la cita editorial más famosa de Estados Unidos" y el editorial como "el más conocido del país."

## Adaptaciones y legado
En 1921 se publicó un libro basado en la editorial Is There a Santa Claus? El editorial se hizo más conocido con el auge de los medios de comunicación de masas. La historia de la investigación de Virginia y la respuesta de The Sun se adaptó en 1932 a una cantata producida por la NBC, lo que la convierte en la única editorial conocida dedicada a la música clásica. En la década de 1940 la actriz Fay Bainter lo leía anualmente por radio. La editorial ha sido adaptada al cine en varias ocasiones, incluso como segmento del cortometraje Santa Claus Story (1945). Elizabeth Press publicó un libro para niños en 1972 titulado Sí, Virginia que ilustraba el editorial e incluía una breve historia de los personajes principales. En 1974, se emitió en ABC un especial de televisión animado muy ficticio titulado Sí, Virginia, existe Papá Noel. Fue animada por Bill Meléndez y ganó el premio Emmy de 1975 al especial infantil destacado.
En el drama Prancer de 1989, la carta se lee y se hace referencia a ella varias veces, ya que es la pieza literaria favorita del personaje principal, cuya creencia en Santa Claus es vital para ella.
Una película para televisión de acción real de 1991 titulada Sí, Virginia, existe Santa Claus, protagonizada por Richard Thomas, Ed Asner y Charles Bronson, también se basó en la carta. En 1996, David Kirchenbaum (música y letra) y Myles McDonnel (libro) adaptaron la historia a un musical navideño del mismo nombre.
Una copia de la carta, escrita a mano por Virginia y que su familia creía que era la original y que les devolvió el periódico fue autenticada en 1998 por Kathleen Guzmán, tasadora del programa de televisión Antiques Roadshow. En 2007, el espectáculo valoró su valor en alrededor de 50.000 dólares. A 2015 la carta estaba en manos de la bisnieta de Virginia.
Un especial de televisión animado de 2009 titulado Yes, Virginia, se emitió en CBS y contó con actores como Neil Patrick Harris y Beatrice Miller. El especial fue escrito por la agencia de publicidad Macy's como parte de su campaña de recaudación de fondos Make-A-Wish "Believe". En 2010 se escribió un libro basado en el especial. Dos años más tarde, Macy's adaptó el especial a un musical para estudiantes de tercero a sexto grado. La empresa otorgó a las escuelas el derecho a interpretar el musical de forma gratuita y otorgó a 100 escuelas subvenciones de 1.000 dólares para interpretar el musical.
En 2003, "Sí, Virginia, hay un Papá Noel" se representó en un escaparate mecánico navideño en la tienda insignia de Lord & Taylor en la Quinta Avenida de Manhattan. En diciembre de 2015, Macy's Herald Square en la ciudad de Nueva York utilizó la historia de Virginia para su escaparate navideño, ilustrada en figuras tridimensionales y que abarca varias ventanas en el lado sur de la tienda a lo largo de la calle 34 entre las avenidas 6 y 7. Macy's basó su representación en el especial de televisión de 2009.
La frase "Sí, Virginia, existe (un)..." se ha utilizado a menudo para enfatizar que "las fantasías y los mitos son importantes" y pueden ser "espiritualmente, si no literalmente, verdaderos."

## Análisis
El historiador y periodista Bill Kovarik describió el editorial como parte de un más amplio "renacimiento del día festivo de la Navidad"  que tuvo lugar a finales del siglo XIX con la publicación de varias obras, como el arte de Thomas Nast. El académico Stephen Nissenbaum escribió que el editorial se hacía eco de la teología común a finales de la época victoriana y que su contenido era similar al contenido que se encontraba en los sermones de la época.
El éxito del editorial se ha aprovechado para ofrecer ideas sobre la escritura. En el centenario de la publicación del editorial en 1997, el periodista Eric Newton, que en ese momento trabajaba en el Newseum, describió el editorial como representativo del tipo de "poesía" que los periódicos deberían publicar como editoriales, mientras que Geo Beach en la revista comercial Editor & Publisher describió los escritos de Church como "valientes" y que muestran que "el amor, la esperanza y la fe, todos tienen un lugar en la página editorial." Beach también escribió que los periódicos no deberían ocultar "nada", como había hecho The Sun al publicar el editorial en septiembre en lugar de en la temporada navideña. En 2005, Campbell escribió que el editorial, en particular la renuencia deThe Sun a volver a publicarlo, podría ofrecer una idea del estado más amplio de los periódicos estadounidenses a finales del siglo XIX.
La recepción del editorial no ha sido unánimemente positiva. Ya en 1935, el periodista Heywood Broun criticó el editorial como un "escrito falso". En 1997, el periodista Rick Horowitz escribió en el St. Louis Post-Dispatch que el editorial daba a los periodistas una excusa para no escribir sus propios ensayos durante la Navidad: "pueden simplemente poner el 'Sí, Virginia' de la Iglesia de Francisco ahí arriba en la página e ir directamente a la fiesta de la oficina." El editorial fue atacado en 1951 por miembros de la Iglesia Cristiana Reformada en América del Norte en Lynden, Washington, quienes lo criticaron por alentar a Virginia a pensar que sus amigos eran mentirosos.